# The Polar Express (phim)
The Polar Express là một bộ phim hoạt hình tưởng tượng Hoa Kỳ sản xuất năm 2004. Bộ phim dựa theo tiểu thuyết cùng tên của Chris Van Allsburg. Bộ phim được viết, sản xuất và đạo diễn bởi Robert Zemeckis.